# ピックアップトラック

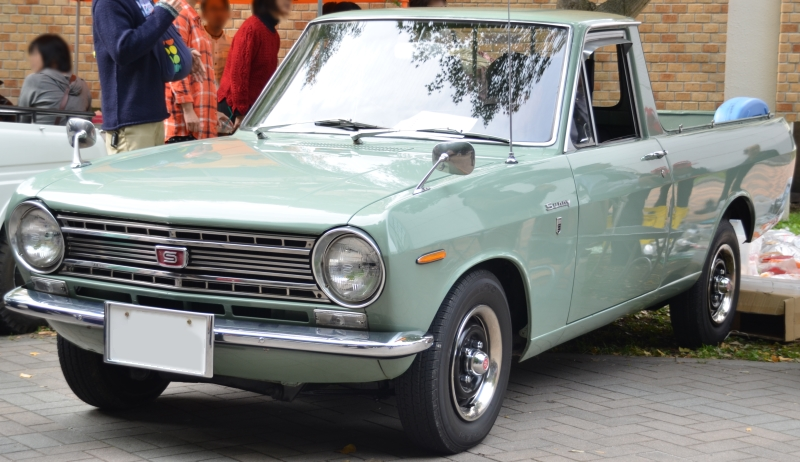
一体型の「ピックアップ」（日産・サニートラック）

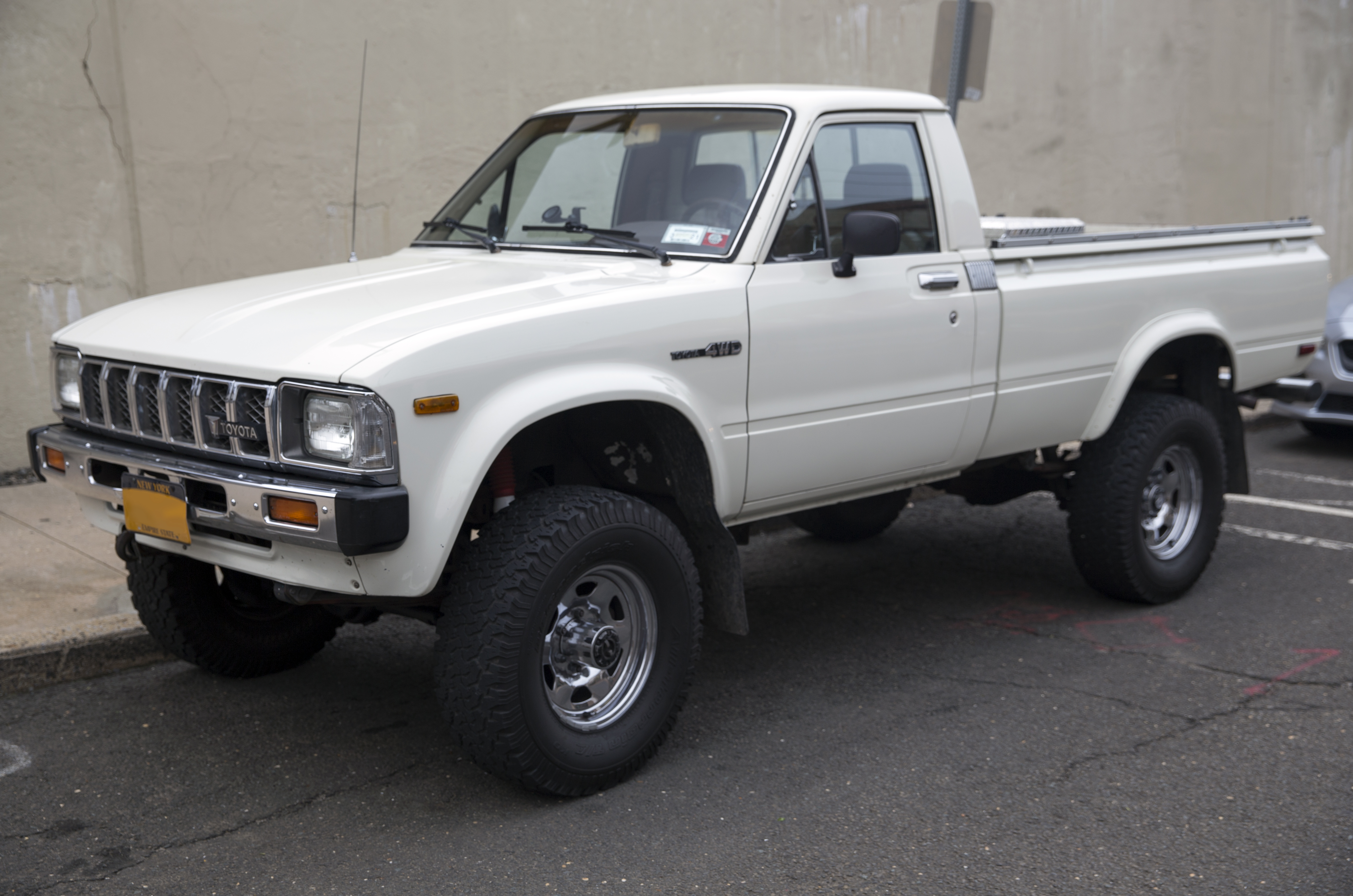
分離型の「ボンネット」（トヨタ・ハイラックス）

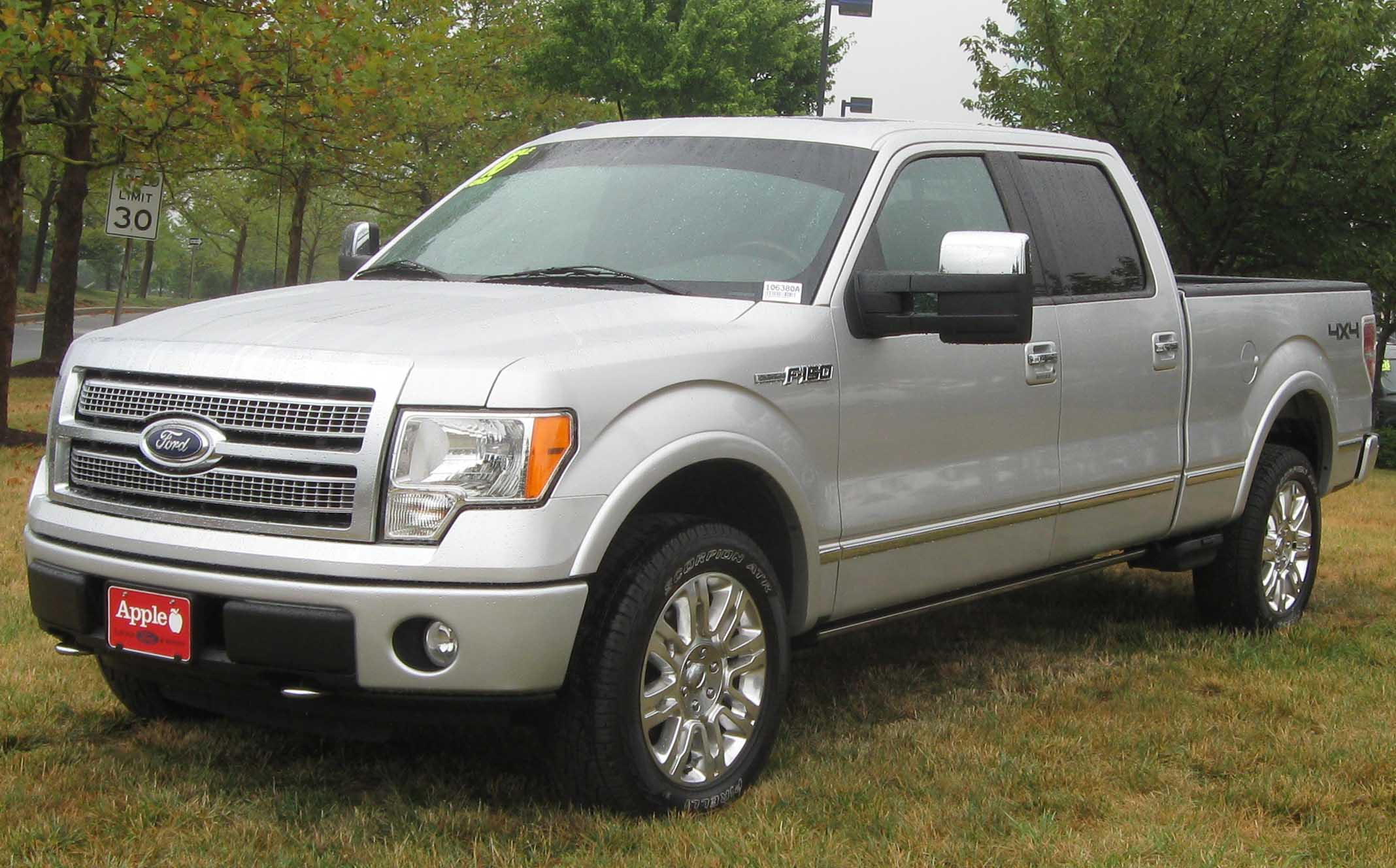
アメリカのフルサイズピックアップトラック（フォード・F-150）

ピックアップトラック（pickup truck）は、キャビン以降に開放式の荷台を有する小型貨物自動車の一種。日本では車体前方にセダンやクーペと同様のボンネットを持つトラックとされ、車検証の「車体の形状」欄は、キャビンと荷台が一体のものは「ピックアップ」、別体のものは「ボンネット」と記載される。
雨や雪が多く燃料価格が高価で、1台あたりの輸送効率が重視される日本やヨーロッパでの需要は少ない一方、北米をはじめ、タイを中心とした東南アジア、アフリカ、南米、中東、オセアニアなどでは個人・商用問わず高い需要がある。アメリカでは税制でも優遇されており、自動車販売台数の上位をピックアップトラックが占めている。

## 名称
ピックアップ（Pickup）という名称の由来ははっきりしないが、1913年にアメリカのスチュードベーカーが使い始め、1930年代にはpick-upとハイフンで区切る表記が一般化した。
日本では、キャブオーバー形は、小型のものでもピックアップには含まず、単にトラックと呼ばれることが多い。
南アフリカとオランダでは「バッキー」（Bakkie）とも通称され、オセアニアでは荷箱一体型（Coupé utility）の人気が特に高く、その影響で現在の一般的なピックアップトラックも「ユート」（Ute）と呼ばれている。

## 車体
開発費抑制のため、多くはスポーツ・ユーティリティ・ビークル（SUV）と車台を共用しており、より大型のトラックと同様にはしごフレームを持つものがほとんどである。乗用車ベースに見えるものには、はしごフレームに乗用車のモノコック前部を流用して載せたものと、完全なモノコックボディー（ユニボディ）のものとがあり、中にはFF式のものもある。
アメリカ合衆国製の車両では、荷台後方の扉（テールゲート、アオリ）を通常の水平位置ではなく、ロックやチェーンを外して下まで降ろして使う（ドロップゲートとする、ゲートを落とす、アオリを切る）際、重いゲートと排気管（テールパイプ）の接触（衝突）を避けるため、テールパイプを荷台後方側面から出している。
一般的な商用トラックに見られるような、前車軸とエンジンを運転席の下に配置するキャブオーバー型に比べると、ボンネットトラックは、衝突安全性、操縦安定性、運転姿勢、乗り心地、静粛性、遮熱、遮音などの面でメリットがあり、それゆえ、個人が乗用車的な使用目的（パーソナルユース）で購入することも多い。

## 利用

### 北米
1913年にオハイオ州のコーチビルダーであった、ガリヨン・グッドウィン・トラックボディ社がフォード・モデルTを改造して、後部にトレイを載せた物が発祥とされる。これが農場等で好評だったため、1924年にはダッジも3/4トントラックのウッドボディ・ピックアップを登場させ、さらに翌1925年にはフォードも自らピックアップの生産を開始することになる。1931年にはシボレーも参入。1950年代になると各社はよりスタイリッシュなモデルを続々と登場させ、貨物用途車というよりファッション性で選ぶ消費者が増えてきた。さらにピックアップトラックの自動車税が州によって無税か割安になるため所得の少ない若者達がこぞって乗り始めたため急速に普及した。また中西部や南部では、その武骨で力強いスタイルが西部開拓時代のシンボルである馬を彷彿させ、ピックアップトラックに乗ることが一種のステータスのようにとらえられている。これに迎合し、ピックアップトラックのテレビCMの大半にカントリー・ミュージックが使われている。そのステータス性は映画『バック・トゥ・ザ・フューチャー』で主人公マーティーが憧れる車として描かれたことでも窺える。これらの人気要素に着目した米国の旧ビッグスリーと、現地のトヨタ、日産、ホンダがフルサイズピックアップを生産をしている。ほとんどの車種が自社のSUVと共通のはしご形フレームを有しているが、ホンダ・リッジラインはUSアコードやレジェンドの派生車であるため独立したフレームを持たず、ライトデューティーとなっている。
アメリカにおいては道路や駐車場/車庫が広く、車格が大きな車でも扱いやすい。このためフルサイズピックアップに人気が集中している。そのV8エンジン独特の太い音に愛好家が多く、マフラーや排気管の改造も盛んに行われている。さらに費用の面でも他国と比べて石油の価格が安く、自動車税（車両登録税）や自動車保険料が乗用車よりも安く設定されている事や、自動車メーカーが購入者に対して多額の奨励金（キャッシュバック）を出している事も普及が進んできた理由である。
アメリカでの使われ方は発展途上国のように荷物や人を満載するような使い方ではなく、パーソナルカーとして普段は空荷で走らせることが多い。そして引越しやレジャーなどにだけ荷物を載せ、あるいは後ろにトレーラーを繋げて走らせたりする。商用よりはむしろ通勤・通学用、レジャー用、家庭用として使用されることが圧倒的に多い。2002年の調査によれば、販売されたピックアップトラックのうち商用としては約19 %しか使用されていないのに対し、約77 %が個人用として使われているという結果であった。アメリカでのピックアップトラックの人気の高さは、全米で最も売れている車がフォード・Fシリーズ（年間90万台以上）、2番目に売れている車がシボレー・シルバラードであるということからも分かる。中でもテキサス州では非常に人気が高く、全米のピックアップトラックのおよそ14 %が売れており、全米最大の市場となっている。堅調なセールスを受け2006年にはトヨタがフルサイズピックアップトラックタンドラの生産工場をテキサス州サンアントニオで稼動させている。

### オセアニア
オーストラリア、ニュージーランドなどではピックアップトラックではなく「ユート」（クーペ・ユーティリティ/coupe utility が語源）と呼ばれ、その発祥は1932年にオーストラリア・ビクトリア州のある農場夫の妻が、フォード・オーストラリア社に送った「貨客どちらにも都合良く使える車はできないのものか？」という要望に応える形で1934年に製作された「クーペ・ユーティリティ」が最初である。ライバル社であるホールデンも1951年に同じようなコンセプトの車を登場させており、以来この2社が乗用車をベースとしたタイプを歴代ラインナップしてきた。アメリカ同様、若者達がファッションとして乗るのをはじめ、警察車両、農場、建設業など幅広い用途で高い人気を誇っていたが、2016年にフォード・オーストラリアが、2017年にホールデンが生産工場を閉鎖したため、それと同時にオーストラリア製のユートは消滅し、主流はホールデン、フォード・オーストラリアや日系メーカーがタイから輸入するフレーム付ユートに移行した。

### 日本
日本では、1940年代から1970年代にかけては1t積み程度のものを中心に、すべてのメーカーがピックアップトラックを生産、販売していた。個人商店では配送業務に、農家では農機具や農作物の運搬などに利用され、休日にはセダンやクーペ代わりのレジャー用として家族のドライブにも活躍していた。セダンやクーペ、ステーションワゴンなどの乗用車が高嶺の花であった時代、トラックの「時々、乗用車」という用途には、騒音や熱気の侵入を防ぎシートの微調整が可能なゆとりある着座姿勢などピックアップトラックは利点が多く大きなアドバンテージを持っていた。総排気量の上限が500cc以下までの頃（1976年以前）に生産された軽トラックは現在よりも相当小型・窮屈で、積載時の走行性能も満足の行くものではなかったことも、小型ピックアップを選択する要因の一つであった。また1980年代のRVブームではその恩恵を受け、人気を集めた。
その後日本の小型トラックの多くは、前述の騒音と熱気の問題が改善されたことからスペース効率の高いキャブオーバータイプへ移行し、ボンネット型は主流ではなくなった。天候による荷傷みの心配や荷造りが面倒なことから配送業務はライトバンに移行するようになり、キャブオーバートラックすらもまた軽自動車の規格改定による大型化によって軽トラックへの買い替えが進み、小型トラックの販売台数は急激に減少していった。
2000年代以降、NOx規制やPM条例、衝突安全の厳格化、加えてエコカー減税などの影響もあってピックアップトラックの国内販売終了が相次ぎ、2011年夏に三菱・トライトン（タイ生産）が、同年10月にフォード・エクスプローラースポーツトラックがそれぞれ販売終了となり、日本国内で新車購入可能なピックアップトラックはこの時点で消滅した。
その後、2014年にトヨタ自動車がランドクルーザー70を1年間の期間限定で販売し、2017年9月からはハイラックスの通年発売を再開した。ハイラックスの購入層の60%が20代 - 30代の若年層で、レジャーでの実用性やファッション性が高く評価されており、その点ではSUVやクーペのようなスペシャルティカーに近い趣がある。2021年11月にはFCAジャパン（現：Stellantisジャパン）がジープ・グラディエーターの販売を開始し、2024年には三菱自動車工業がトライトンの販売を再開した。
また、日本の自動車メーカーの日本国内でのピックアップトラック生産は、輸出向けとして生産が続いていた日産・ダットサントラックが2012年3月に国内生産を終了したことで、トヨタ・ランドクルーザー70（トヨタ車体吉原工場）と日産・パトロール（日産車体湘南工場）のみとなっており、他は全て海外工場への移管（そのほとんどがタイまたは北米）が完了している。

### 欧州
ヨーロッパ圏においても一定の需要があり、日系メーカーが継続的にラインナップしているほか、フォード・ヨーロッパ、VW、ルノー、メルセデス・ベンツなどが参入している。

### その他
アジア、中南米、南アフリカなどで生産されているものは、以前の日本製ピックアップに近い、小型から中型サイズのものばかりである。中でもタイは販売台数・生産台数共に多く、タイでの販売のみならず世界各地へ輸出されており、今日ではピックアップトラックの主要生産・輸出国となっている。タイでのピックアップトラックの販売シェアは、トヨタ、いすゞ、三菱の3社が多くを占める。

## 軍事

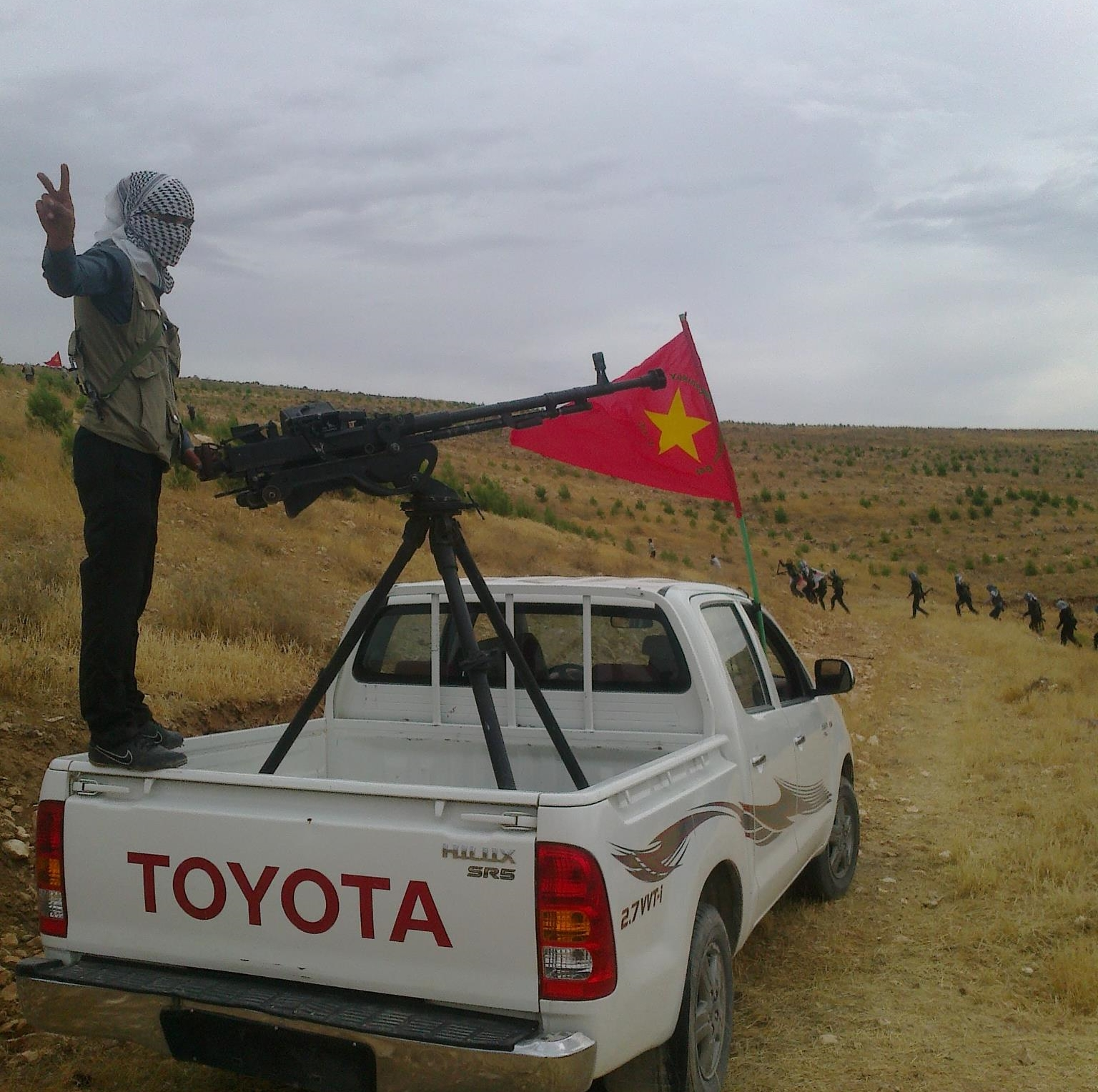
機関銃を備えたトヨタ・ハイラックス（シリアのクルド人勢力、2012年）

発展途上国や独立武装勢力を中心に大量のピックアップトラックがほとんどそのままの形で、人員や物資の輸送に使用されている。
加えて荷台に重機関銃や対戦車火器（無反動砲や対戦車ミサイル）、長距離ロケット砲や対空砲を搭載して車上射撃を可能にした「テクニカル」と呼ばれる車両が広く使われており、紛争の趨勢を決める存在にすらなっている。
1987年のチャドで行われた内戦では両陣営でトヨタ自動車のピックアップが多用されていたため、「トヨタ戦争」（Toyota War）という別名がある。

## モータースポーツ

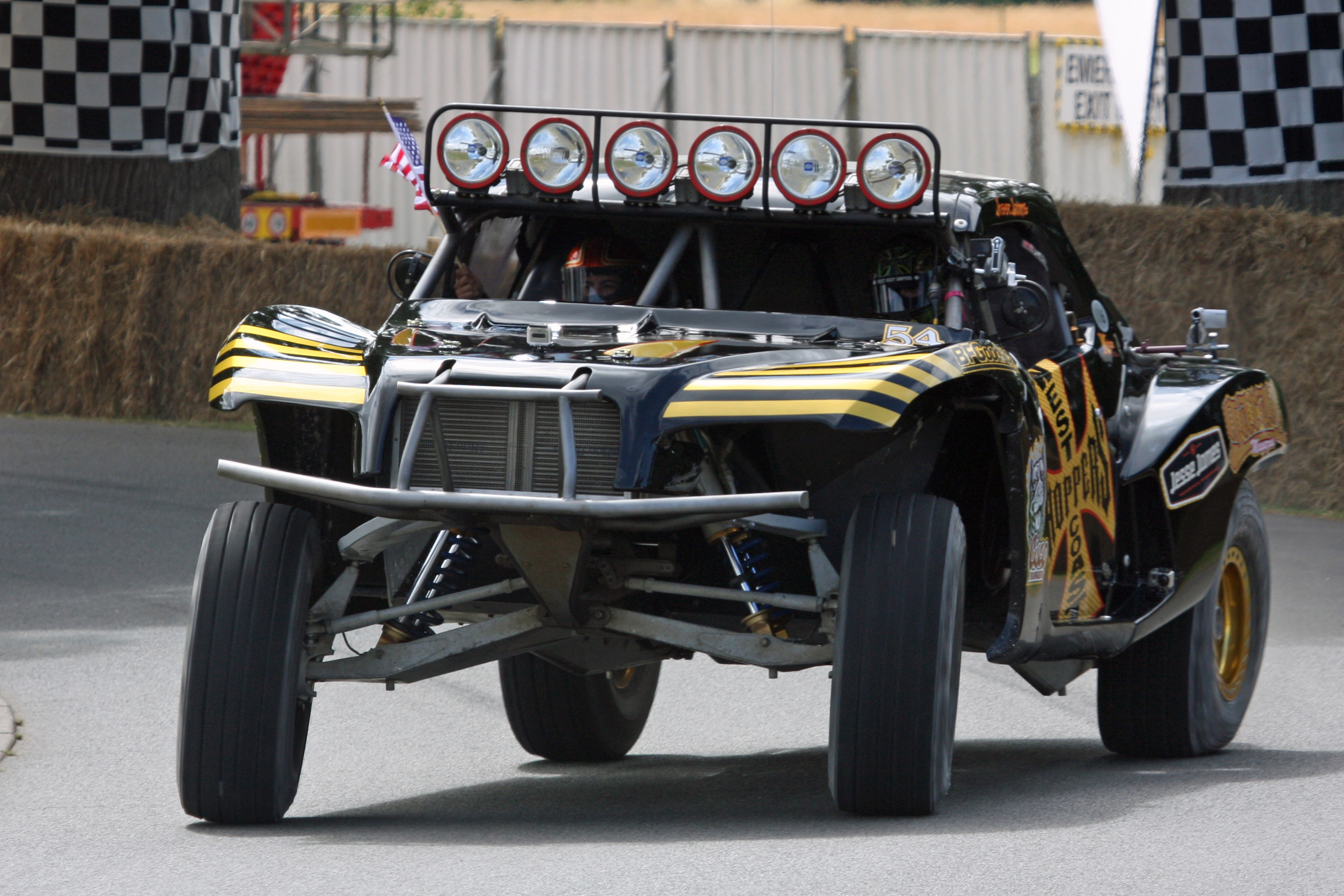
北米オフロードレースのトロフィー・トラック。これはシボレーのピックアップトラックを模しているとするが、実際はベース車両の原型をほぼ留めていない。

オフロードレースやラリーレイドにおけるピックアップトラックは、SUVと並び最高峰クラスを争う車両として採用される。ただしそうしたピックアップトラックの大部分は、鋼管フレームで競技専用に設計されたもので、市販車のピックアップトラックとはかなり異なった形状となっていることが多い。
2001年から鋼管フレームによるワンオフボディが認可されているダカール・ラリーの四輪部門では、メーカー系チームは販促の都合もあってSUVがベースであることが多いが、アフリカ開催時代に日産自動車が南アフリカ法人を主体としたワークスチームを結成し、ナバラで参戦していたことがある。2010年代以降は南アフリカ法人主体のTOYOTA GAZOO Racingがハイラックスで参戦し続けており、2019年にトヨタ初の総合優勝を挙げている。
市販車の改造であるアジアクロスカントリーラリー（AXCR）のトップクラスはピックアップトラックが主流で、いすゞ・D-MAXや三菱・トライトン、ハイラックスなどが争っている。
全日本ラリー選手権では0カー・00カーとしてしばしハイラックスが用いられている他、オープンクラスでの参戦例もある。
北米のオフロードレースでは、サーキット・ダートのショートコース・オフロード耐久問わず、鋼管フレームで設計された、ピックアップトラックの形状を保ったマシンがバギーカーに並んで人気を集めている。外観の形状はいずれも似通っているが、名称はカテゴリによって差異があり、バハ1000はじめとするSCOREインターナショナルではトロフィー・トラック、BITD（Best In The Desert）ではトリック・トラック、スタジアム・スーパー・トラックではスタジアム・トラックなどと呼ばれる。また長距離オフロードレースで下見を行うために、競技に近い形で改造されたピックアップトラックやSUVをプレランナーと呼ぶが、これを模したカスタムが一部で人気がある。
超巨大マシンに超巨大なタイヤを履かせて、破壊をも競技の中に組み込んだモンスタートラックもピックアップトラックの形状のマシンで行われる。
路面がダートであった頃のパイクスピーク・ヒルクライムでは、当時最強だったロッド・ミレンが鋼管フレームのトヨタ・タコマを選択。直列4気筒ターボの3S-GTEと四輪駆動システムで武装したこのマシンは、1998年・1999年に総合優勝を記録している。また全面舗装化後の2024年大会はフォード・F150のデザインのEVが制覇した。
舗装路でのサーキットレースも行われており、NASCARのキャンピング・ワールド・トラック・シリーズがよく知られる。またオーストラリアでは2001年からV8スーパーカーのサポートカテゴリとして、市販ピックアップのフレームを用いる「V8ユート」が開催されていた。現在はV8スーパーカーがV8の冠を外したのに伴い、2017年に「スーパーユートシリーズ」として再出発している。この他タイ王国でもタイランド・スーパー・シリーズの一部門として、タイランド・スーパー・ピックアップがサーキットで行われている。

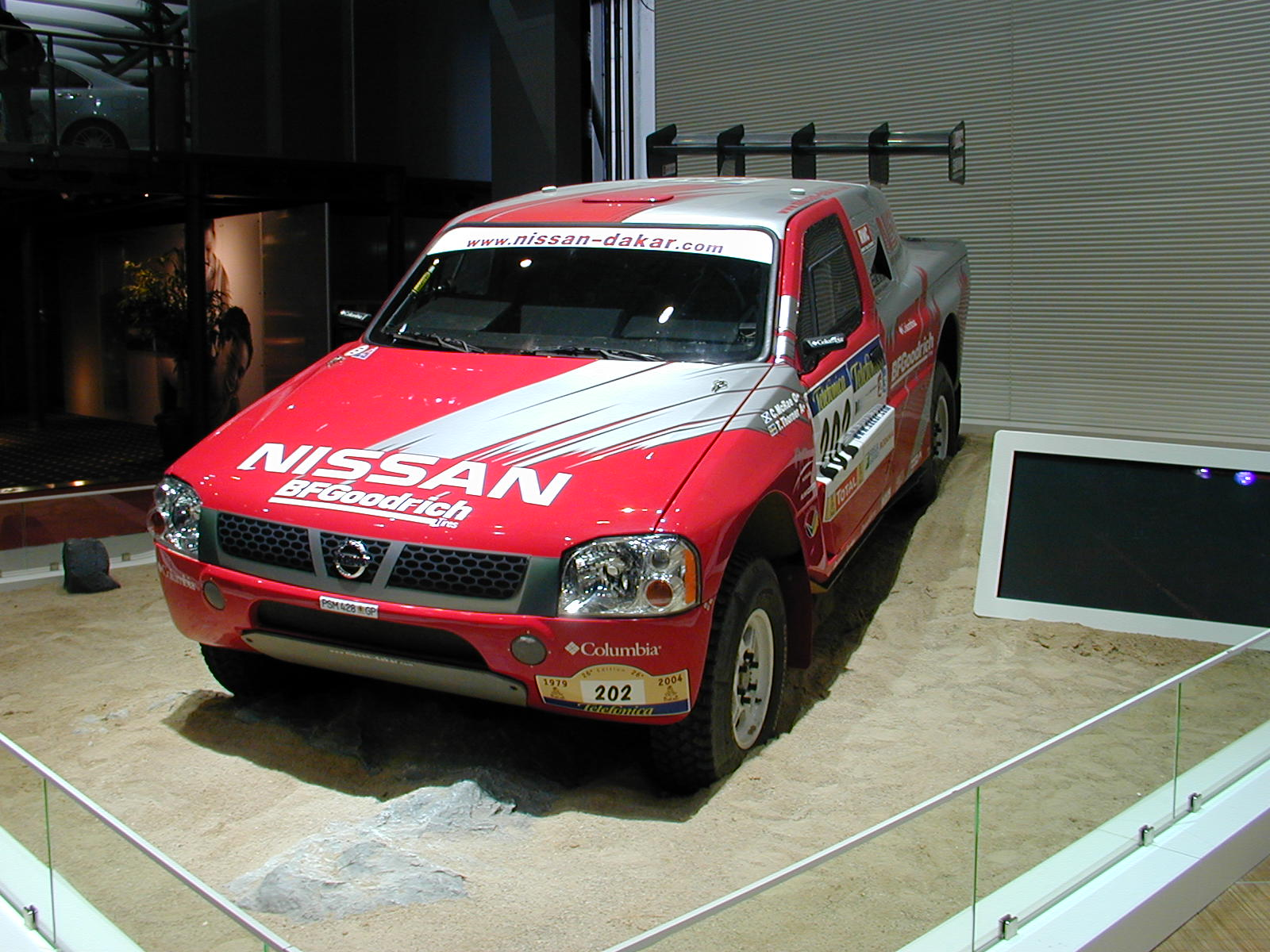
日産・ナバラのワークス車両
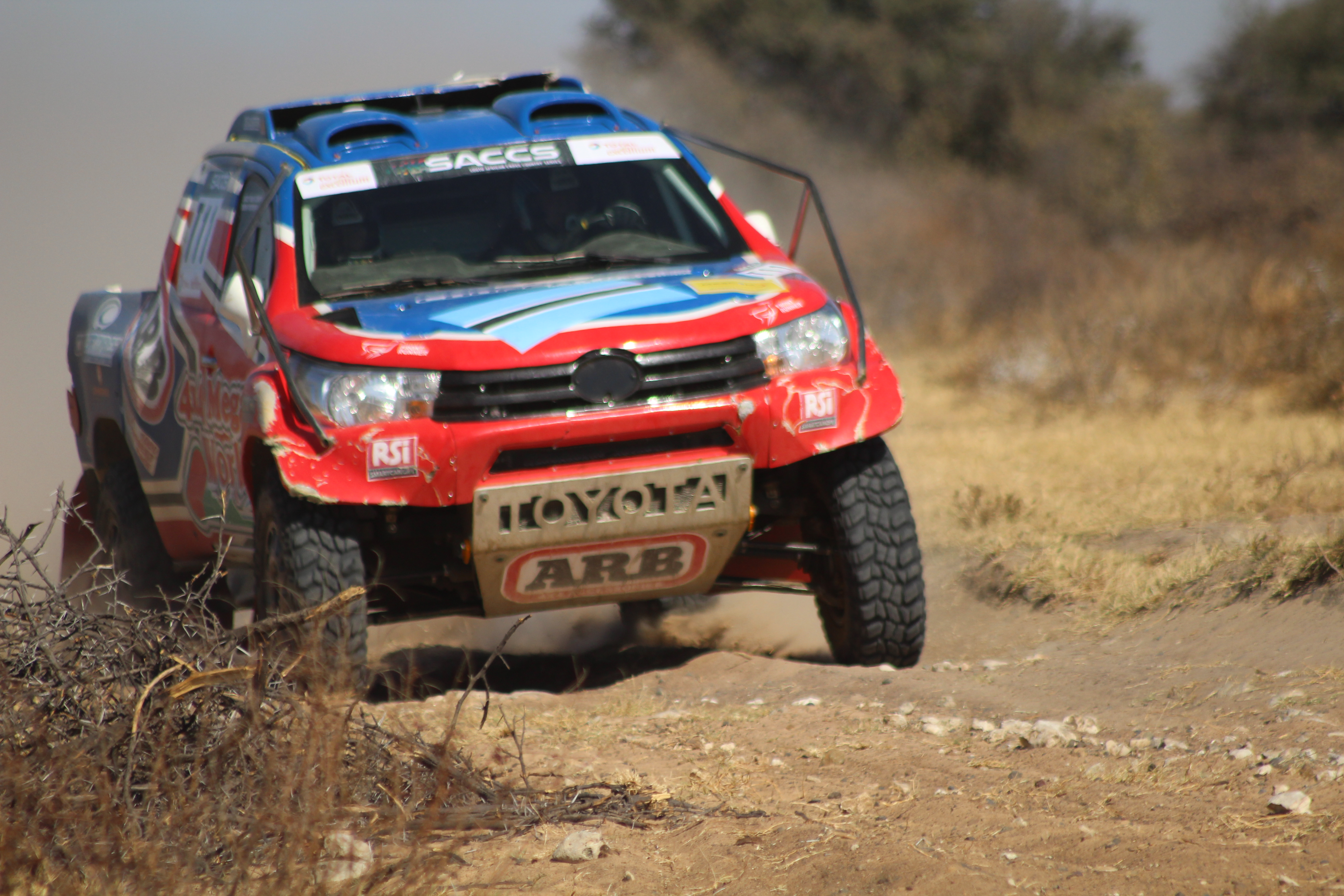
デザートレースのトヨタ・ハイラックス
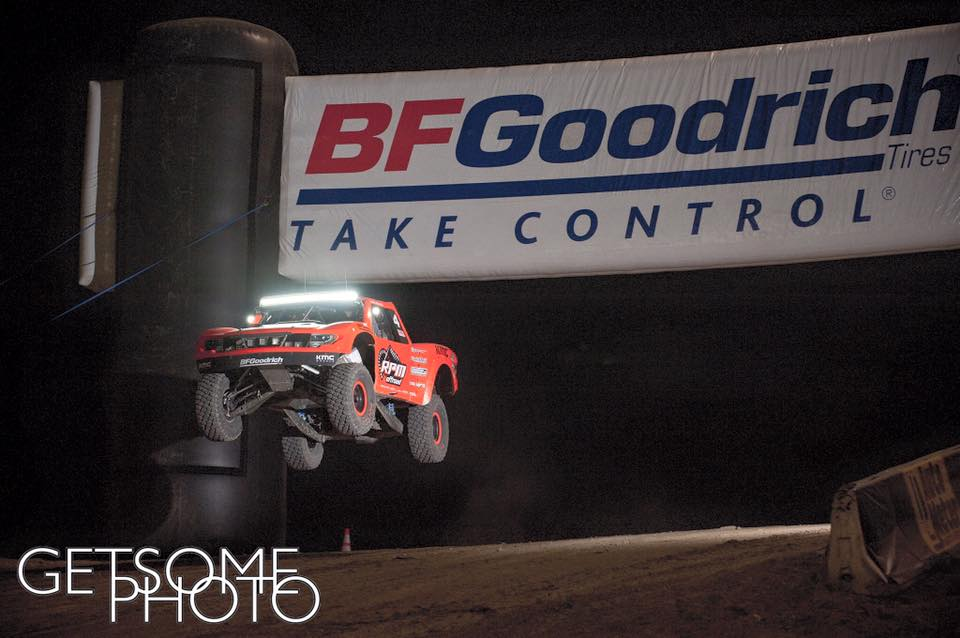
バハ1000のRPMトロフィー・トラック
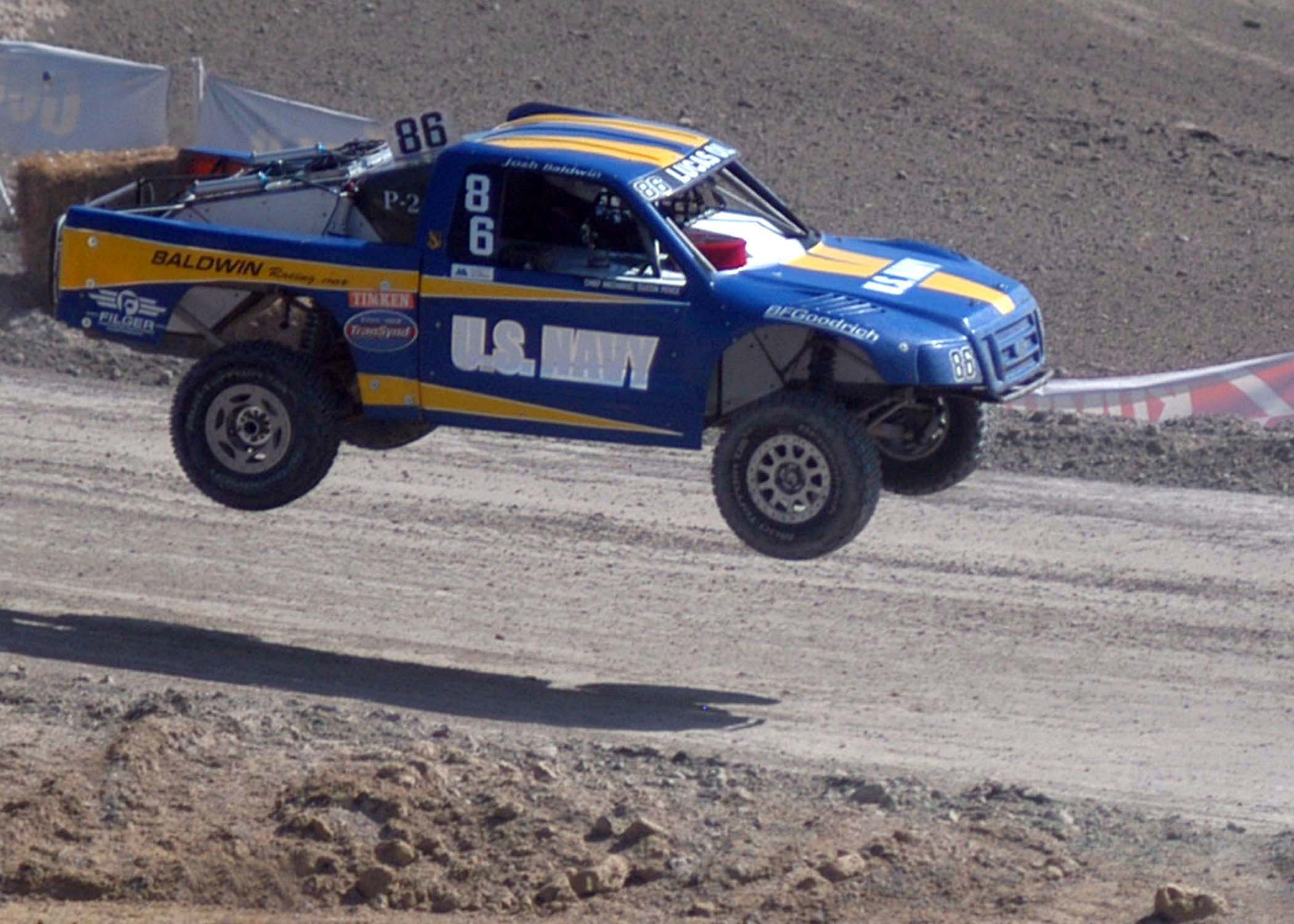
CORRのフォード・F-150
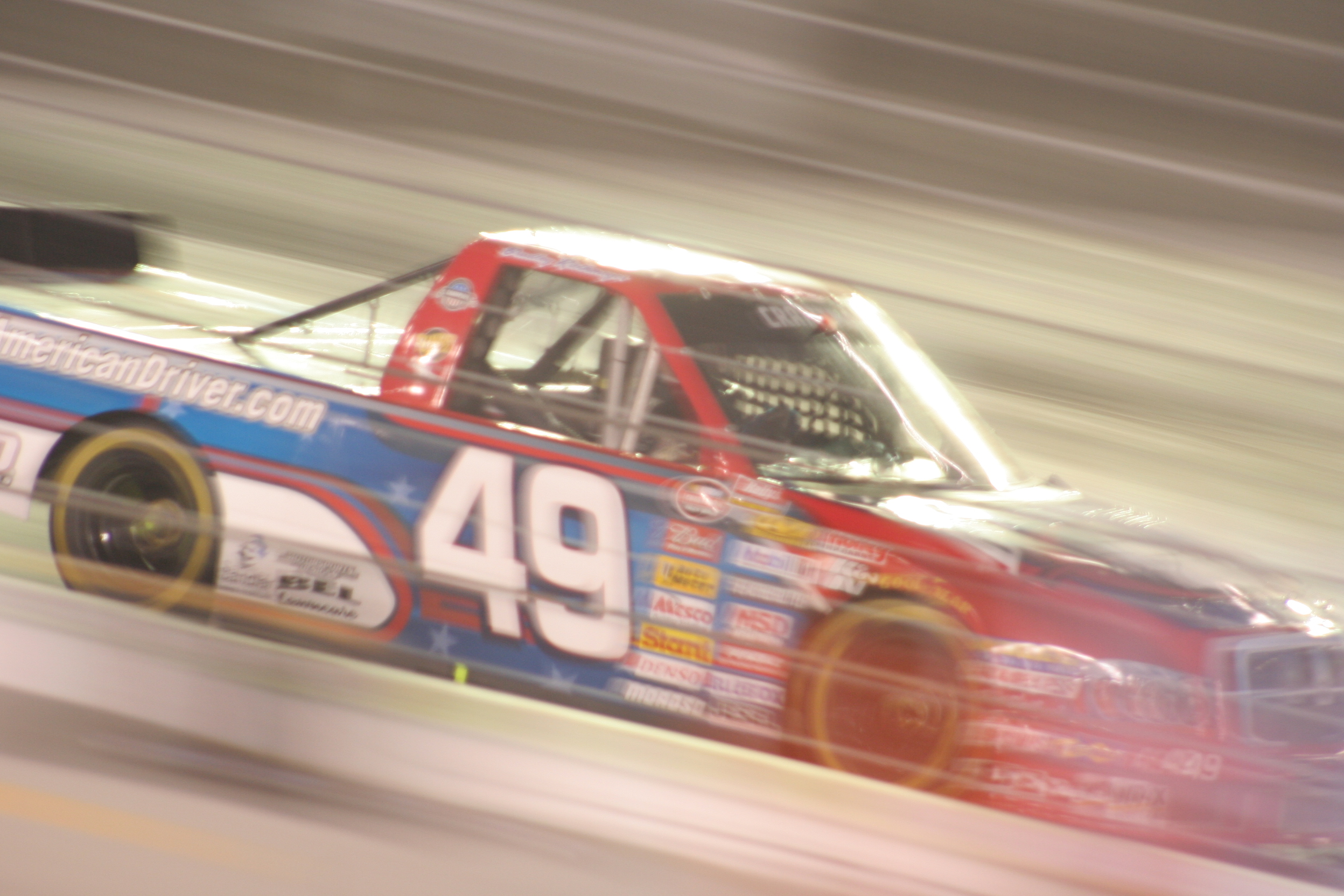
NASCARトラックシリーズのダッジ・ラム
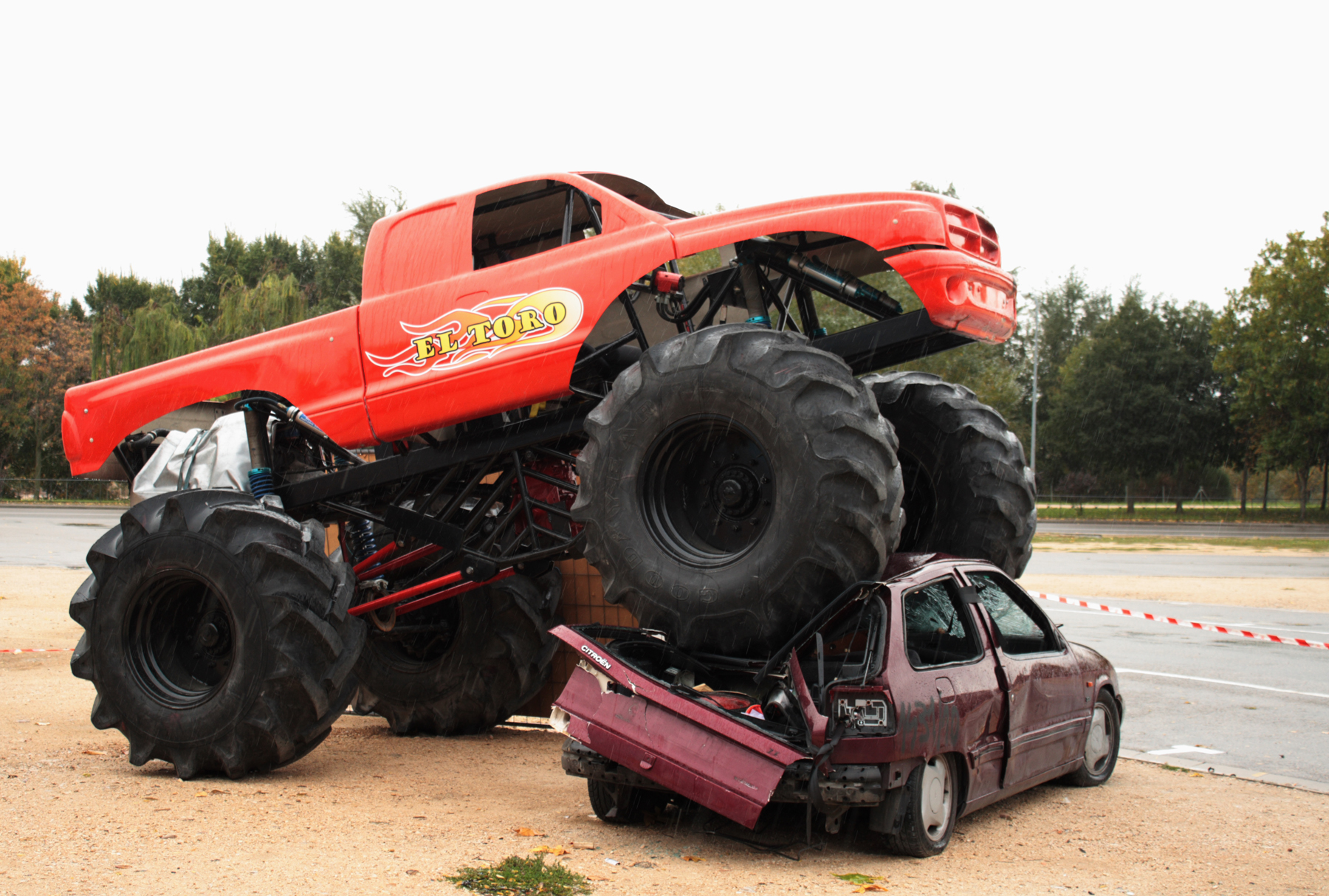
モンスタートラック
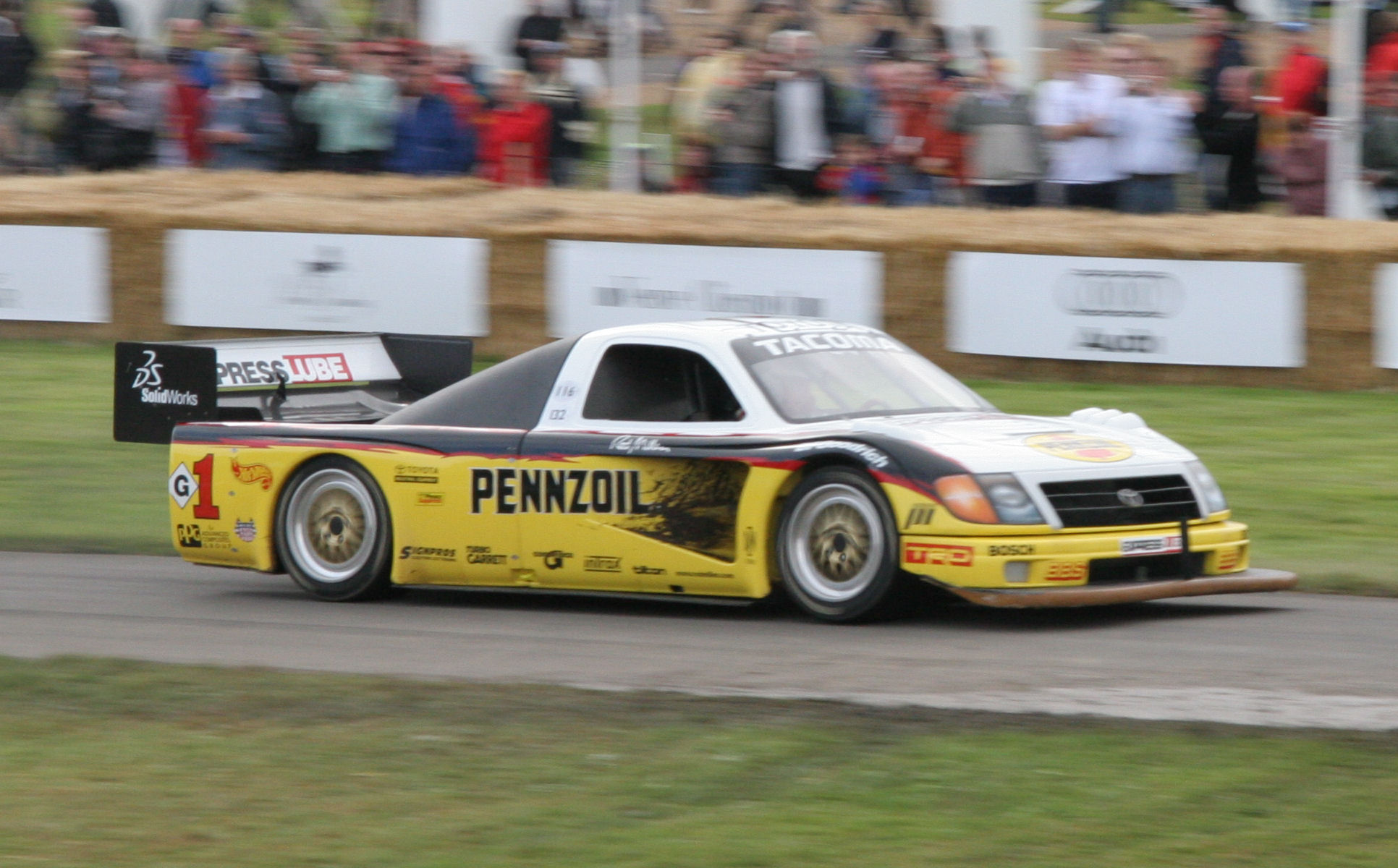
パイクスピーク・ヒルクライムのトヨタ・タコマ
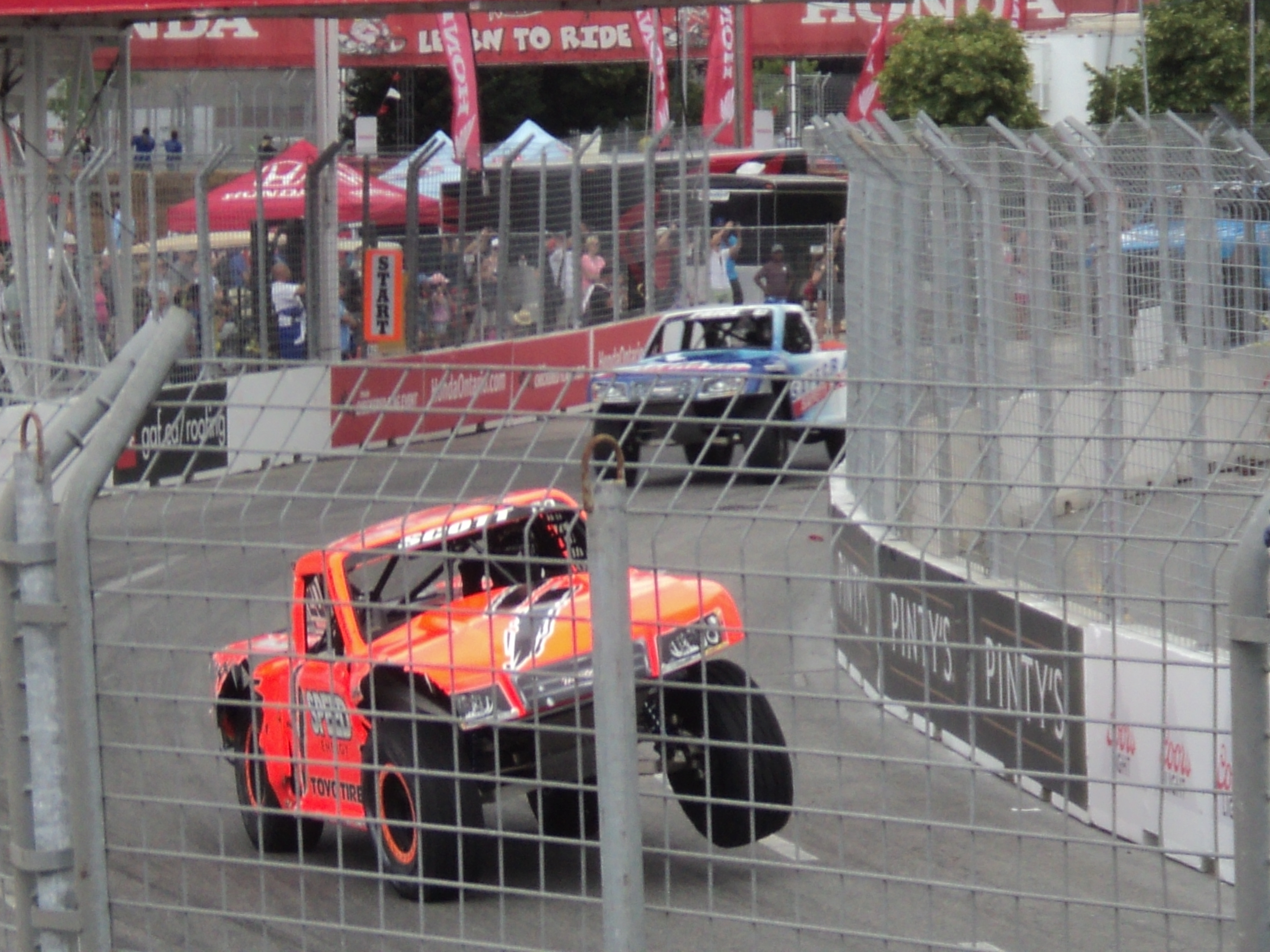
スタジアム・スーパー・トラックス
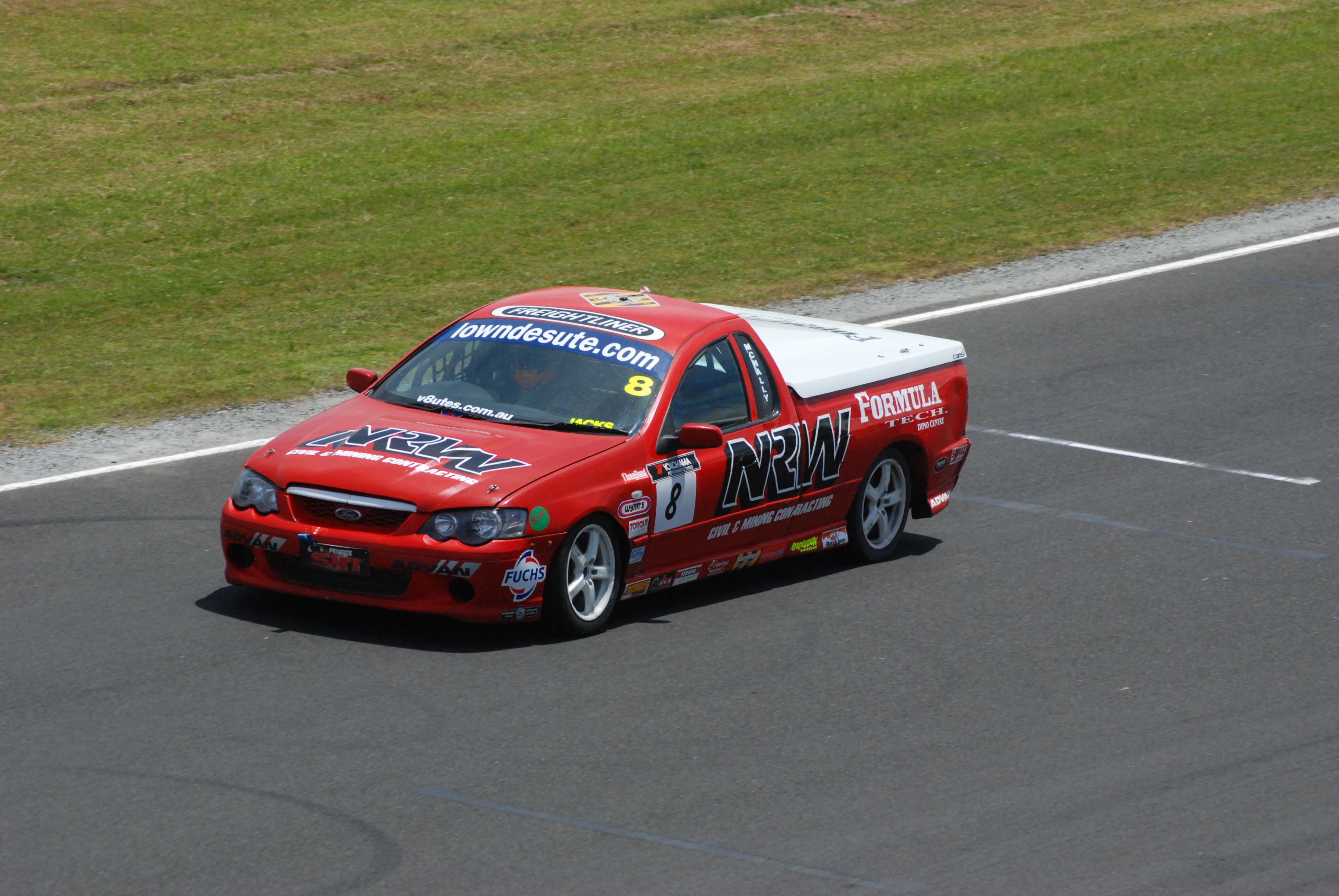
豪V8ユートのフォード・ファルコンユート

## 日本メーカーのピックアップトラック（国内生産）

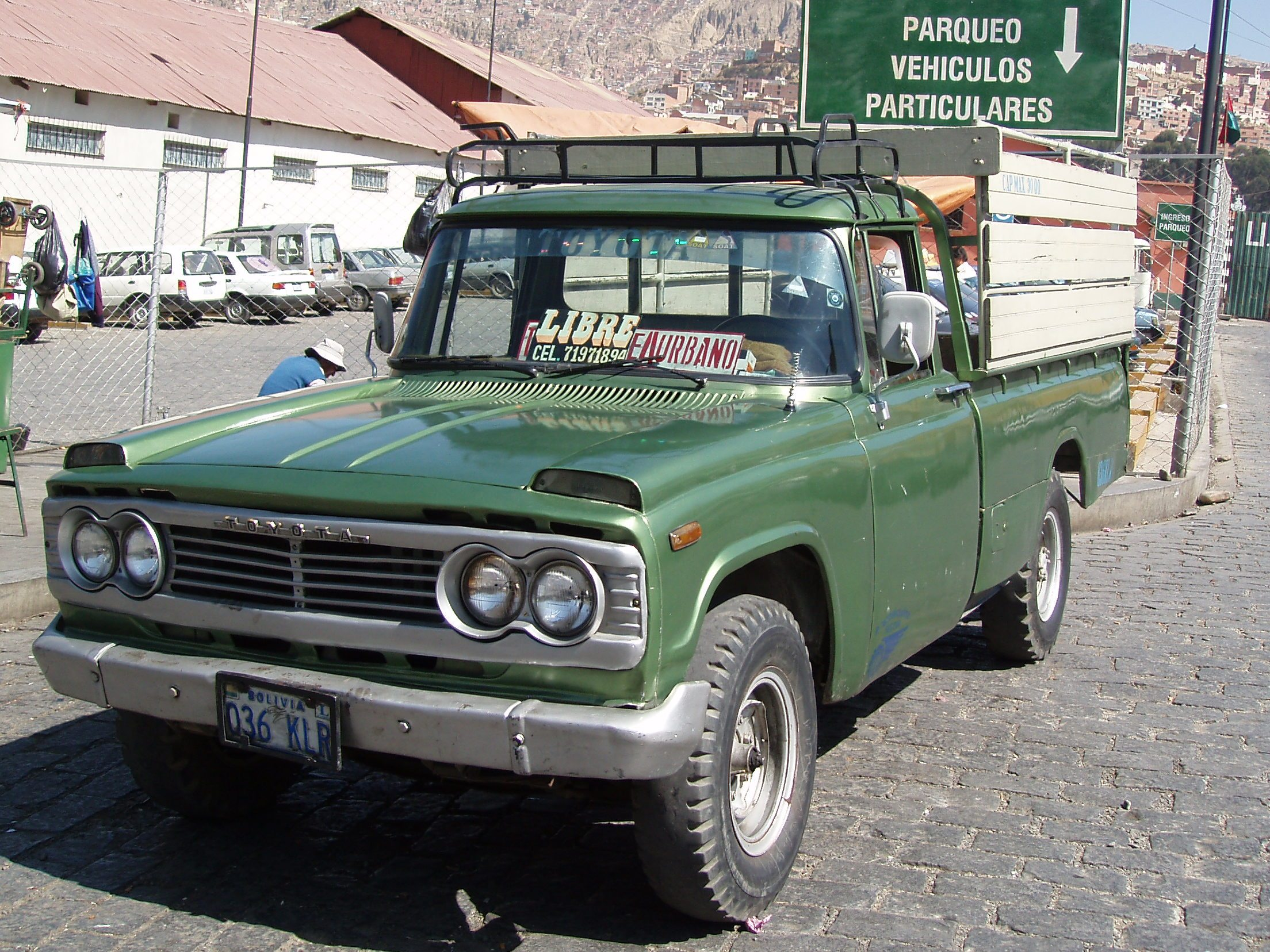
2代目 スタウト

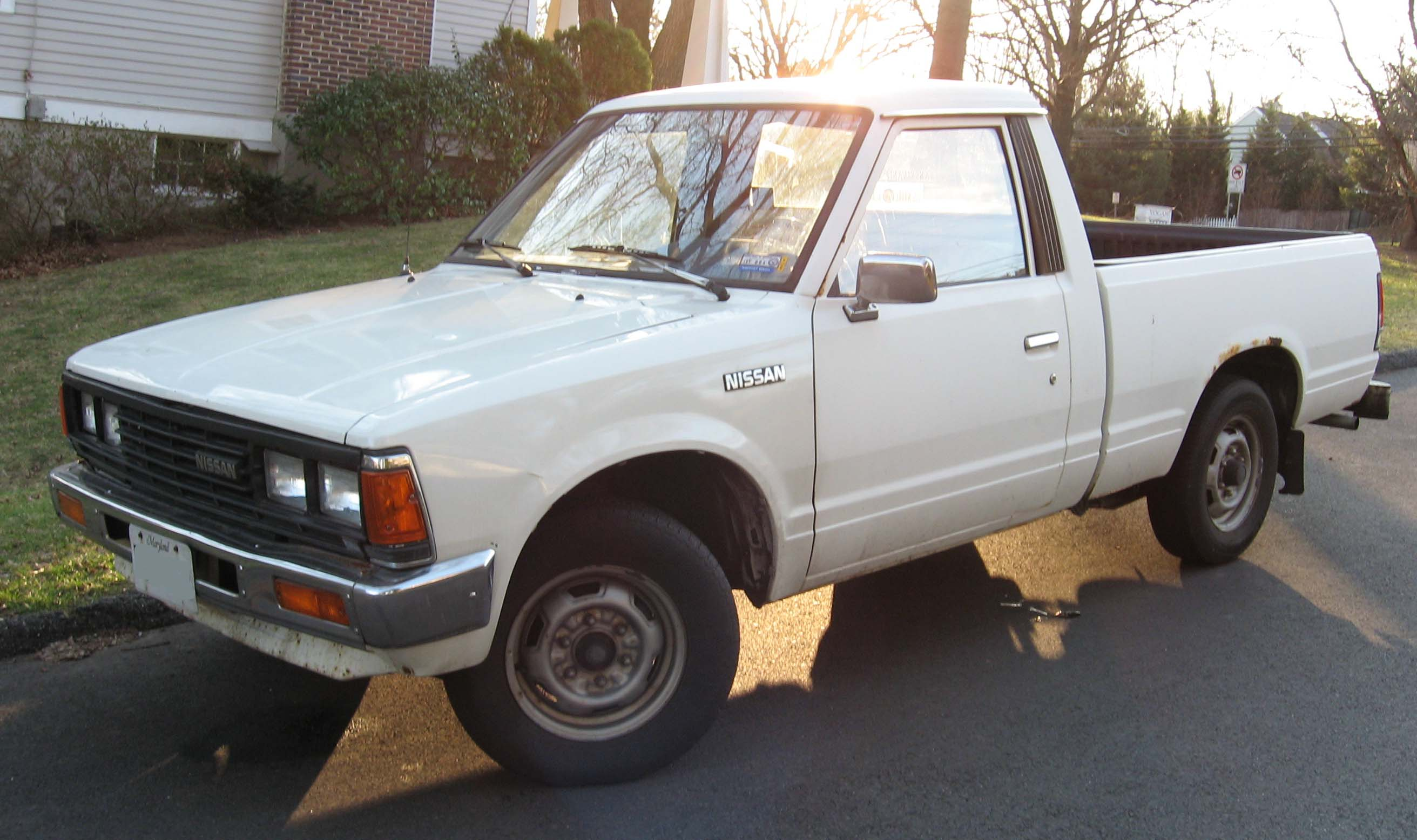
8代目 ダットサントラック

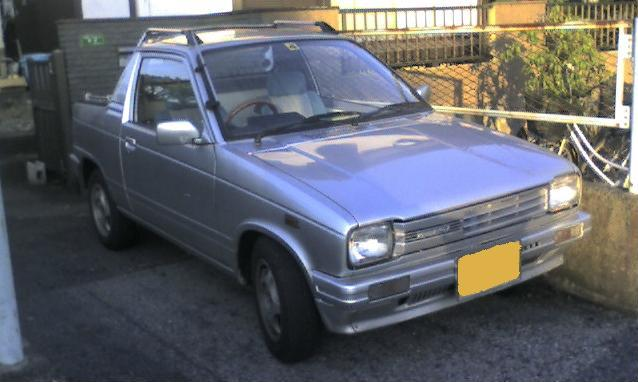
スズキ・マイティボーイ

## 日本メーカーのピックアップトラック（国外生産）

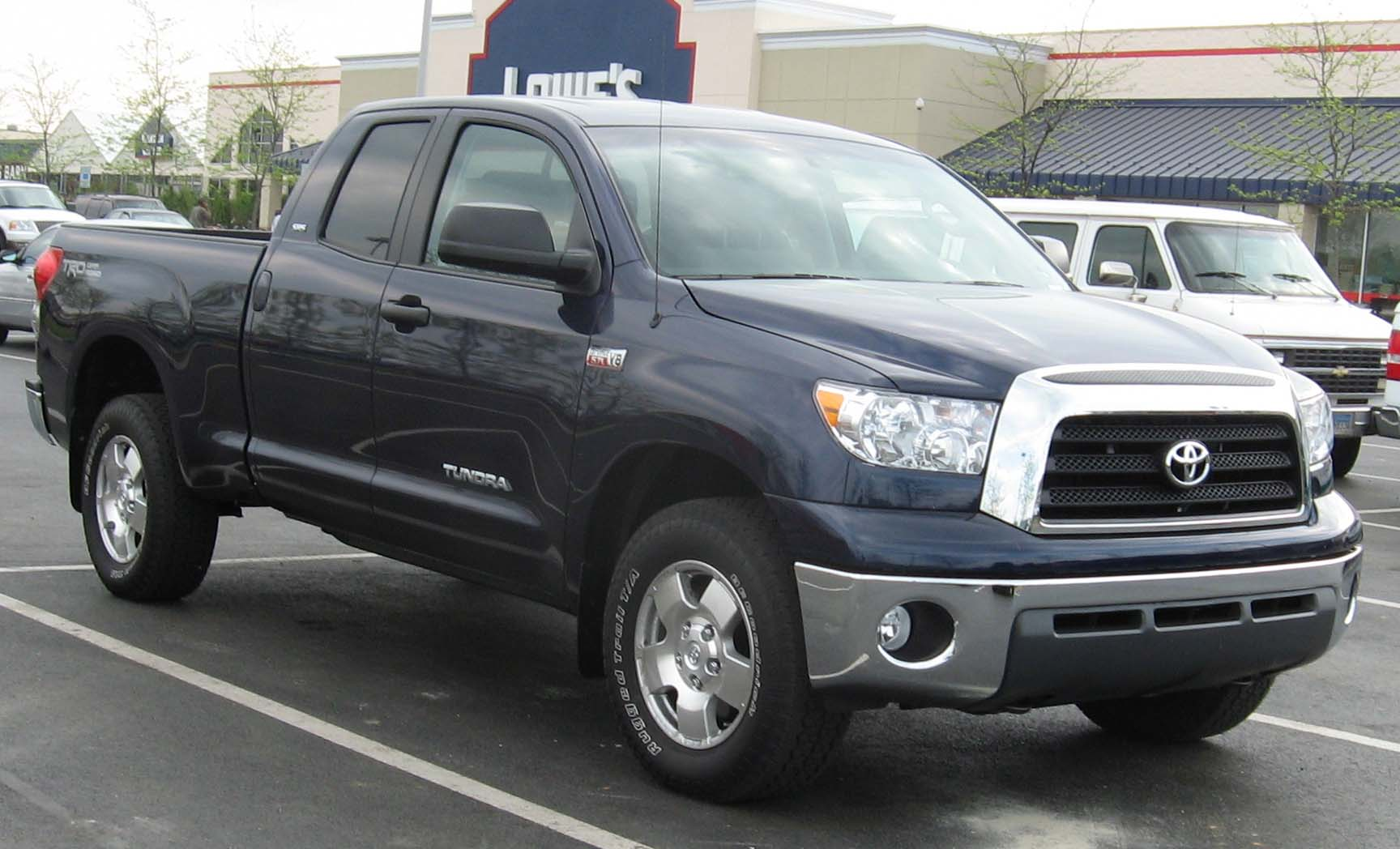
トヨタ・タンドラ

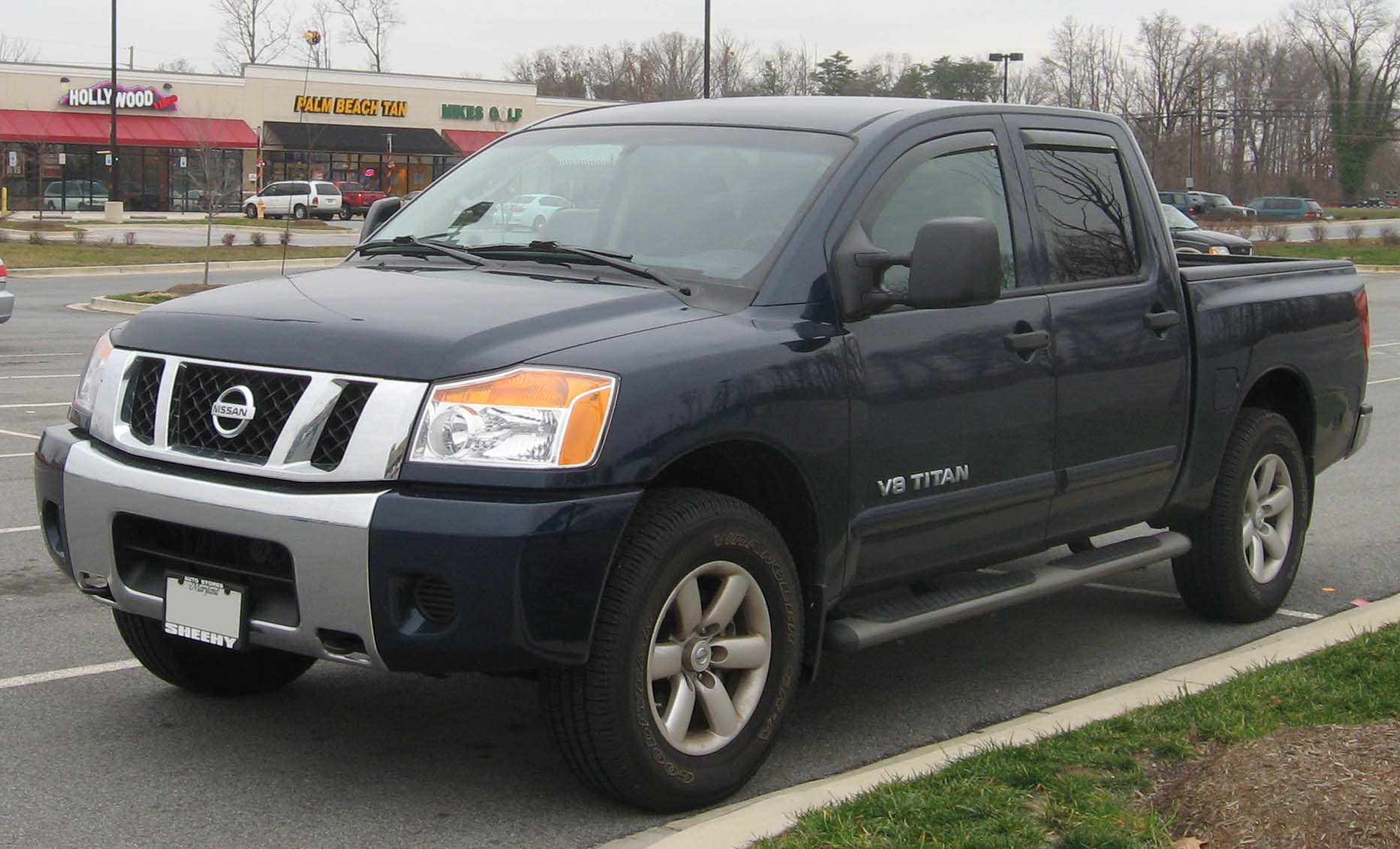
日産・タイタン

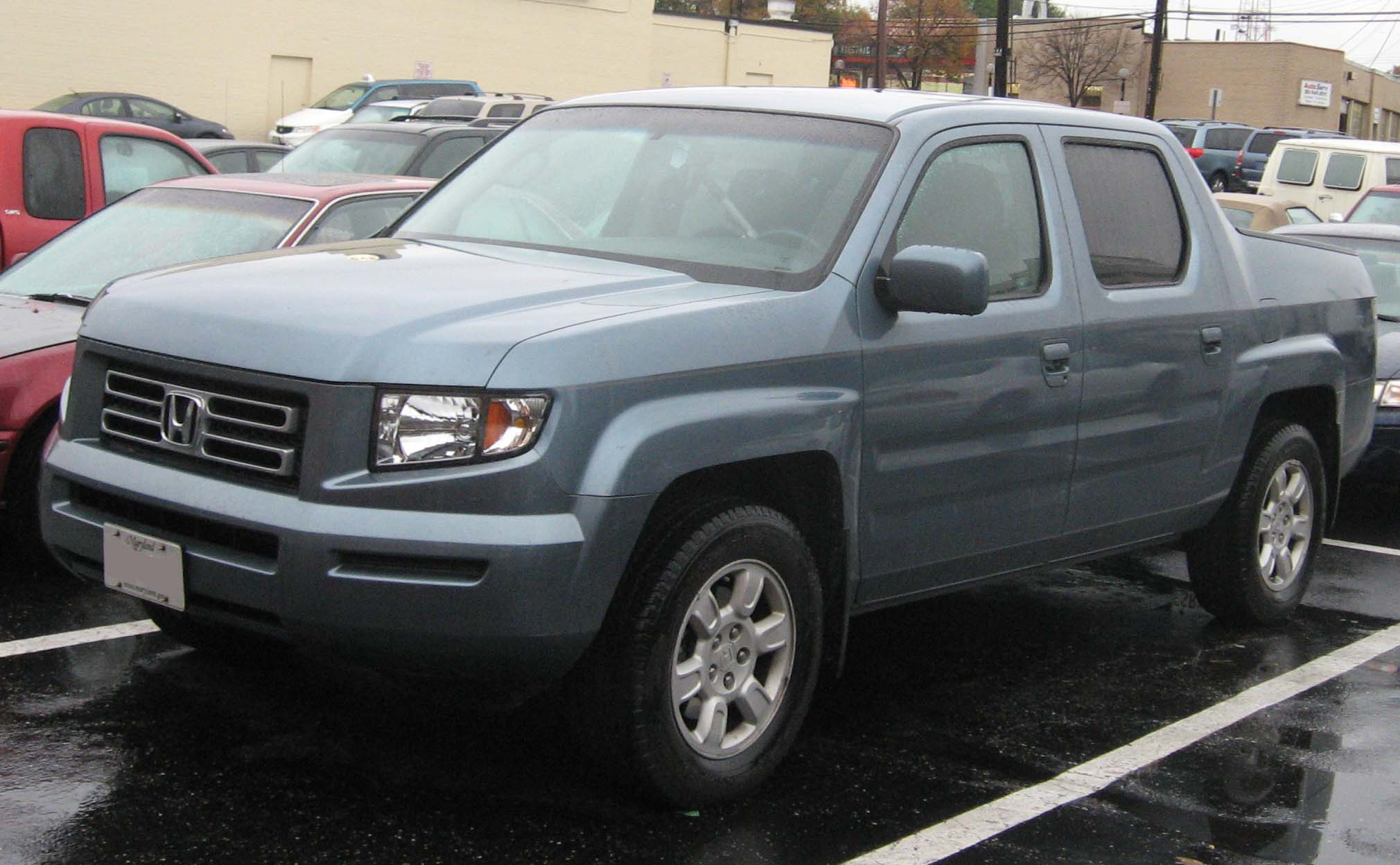
ホンダ・リッジライン

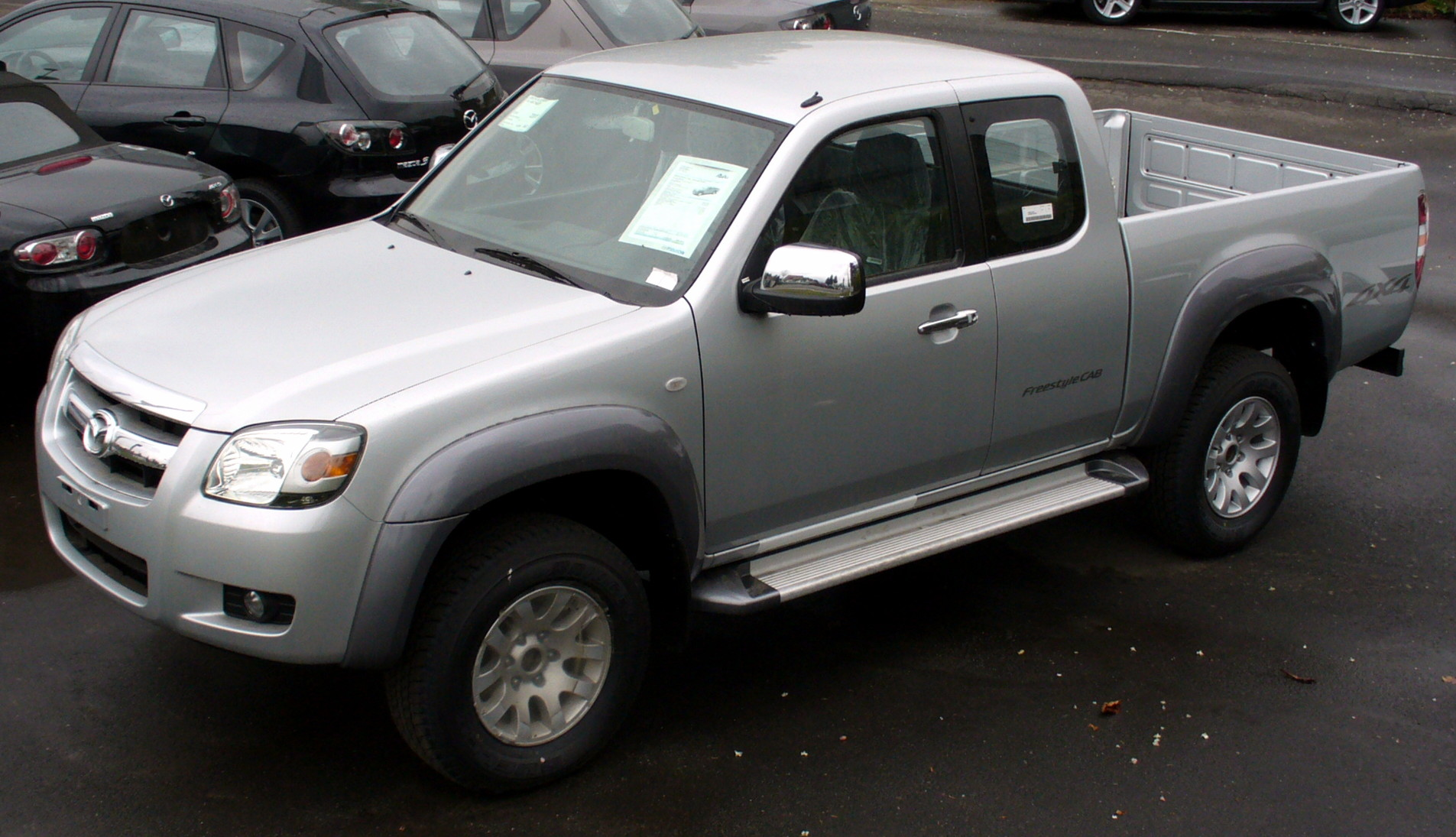
マツダ・BT-50

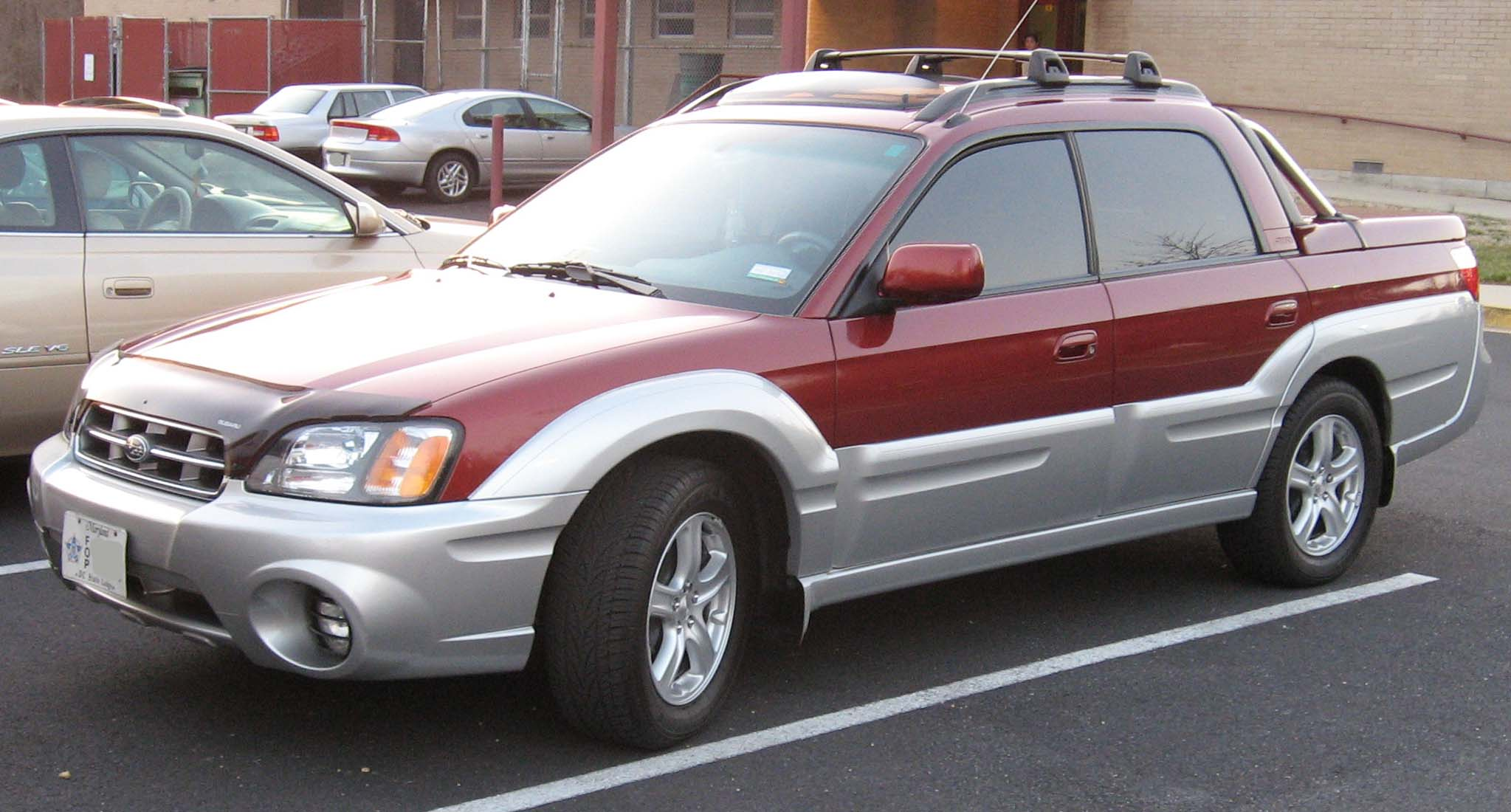
スバル・バハ

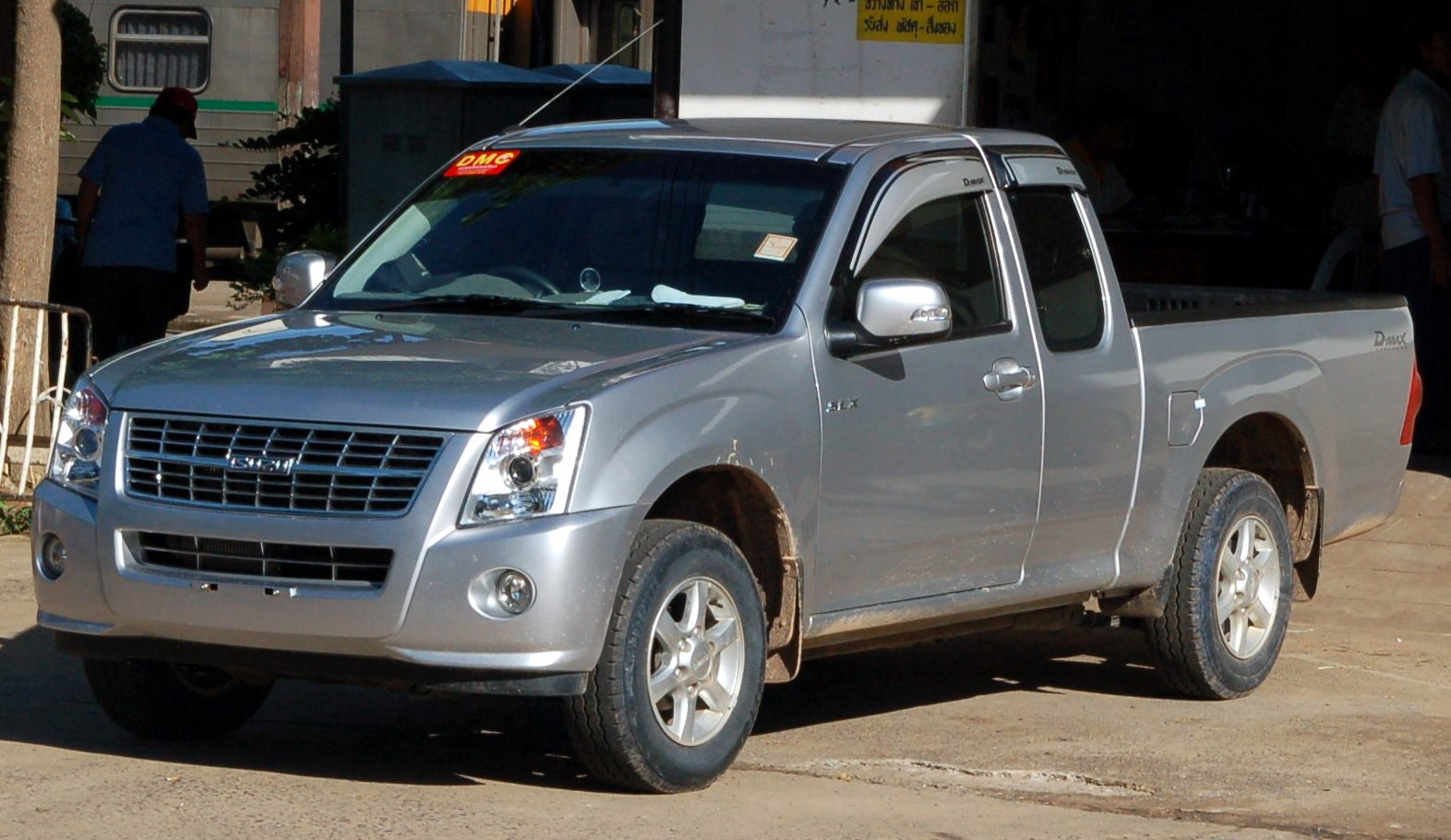
いすゞ・D-MAX

## 各メーカーのピックアップトラック

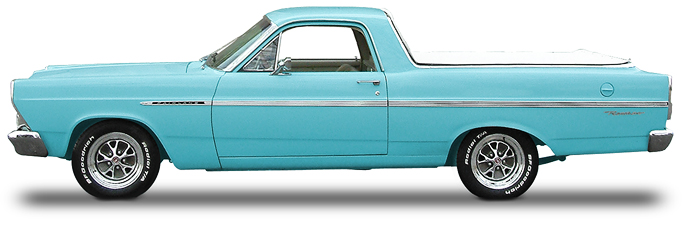
初代 フォード・ランチェロ

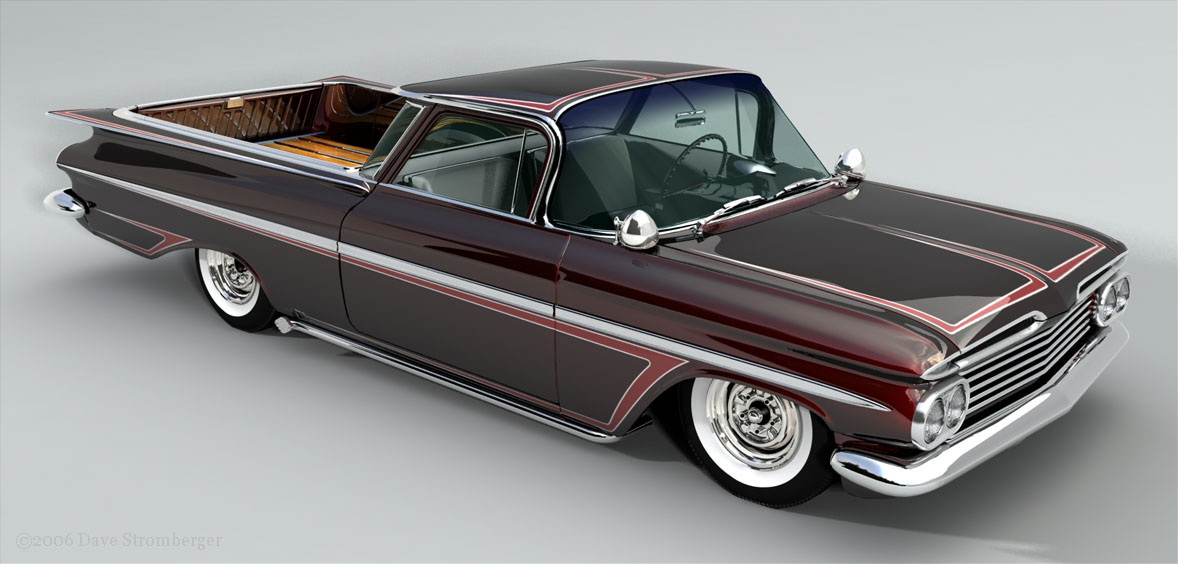
初代 シボレー・エルカミーノ

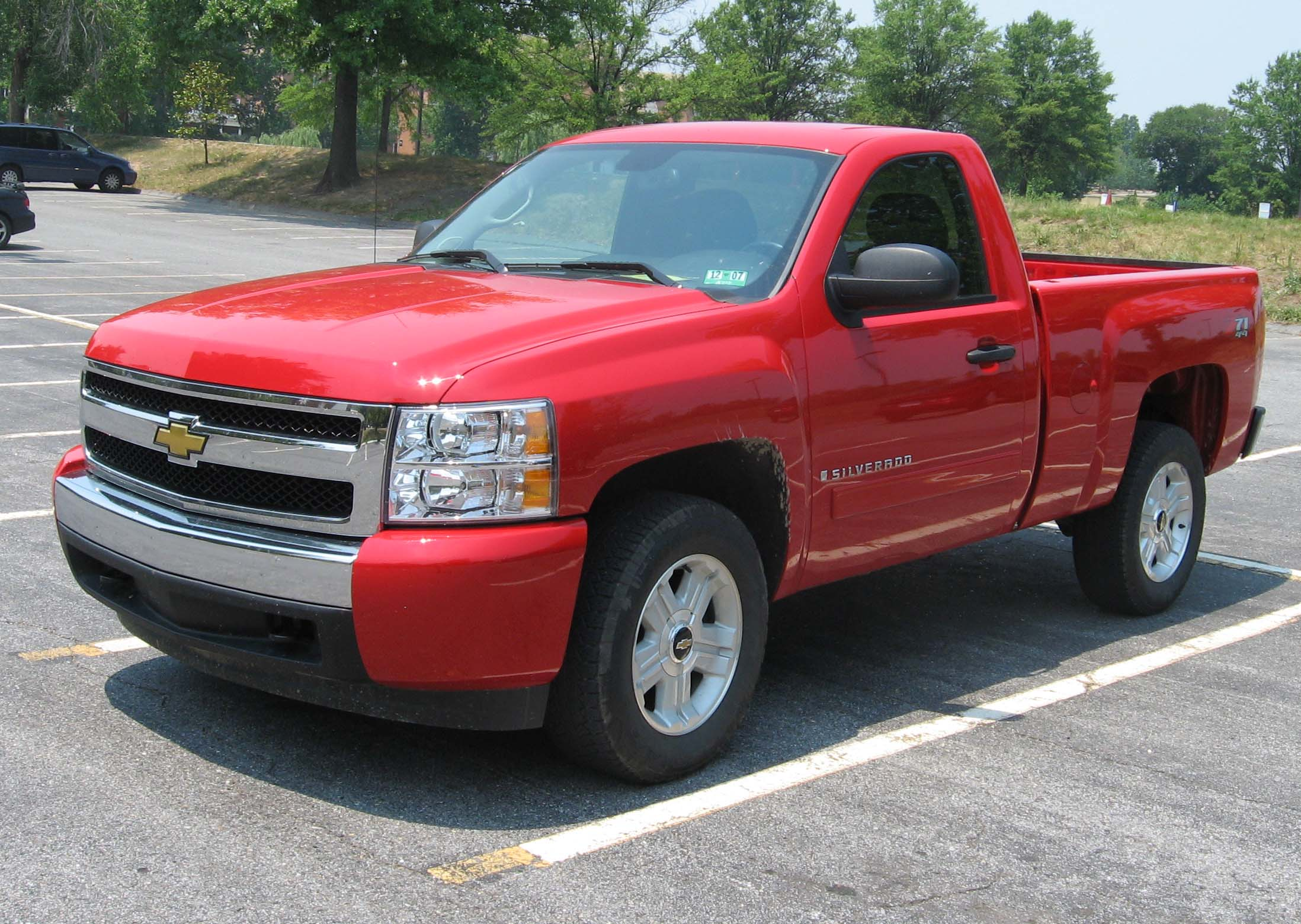
2代目 シボレー・シルバラード

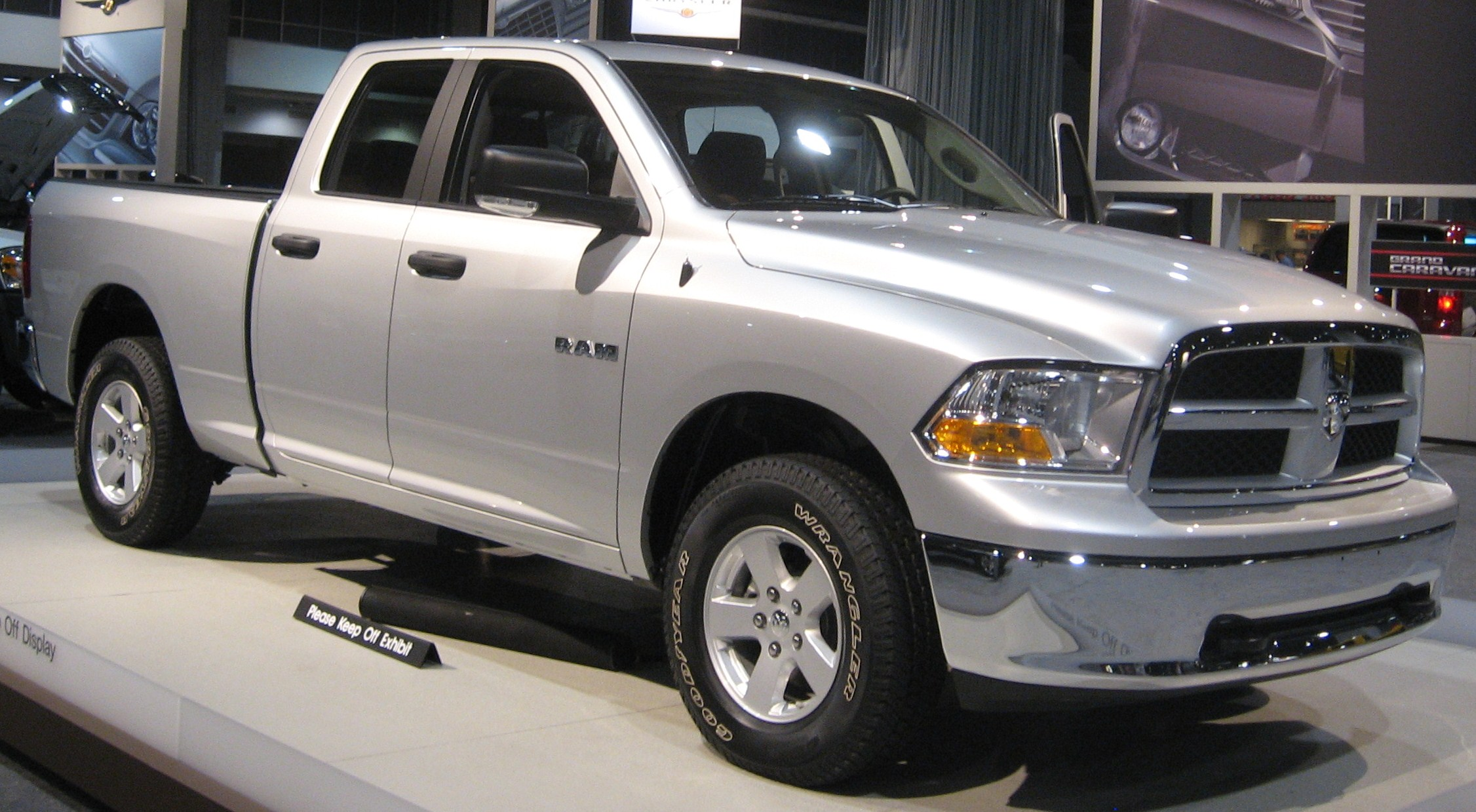
4代目 ダッジ・ラム

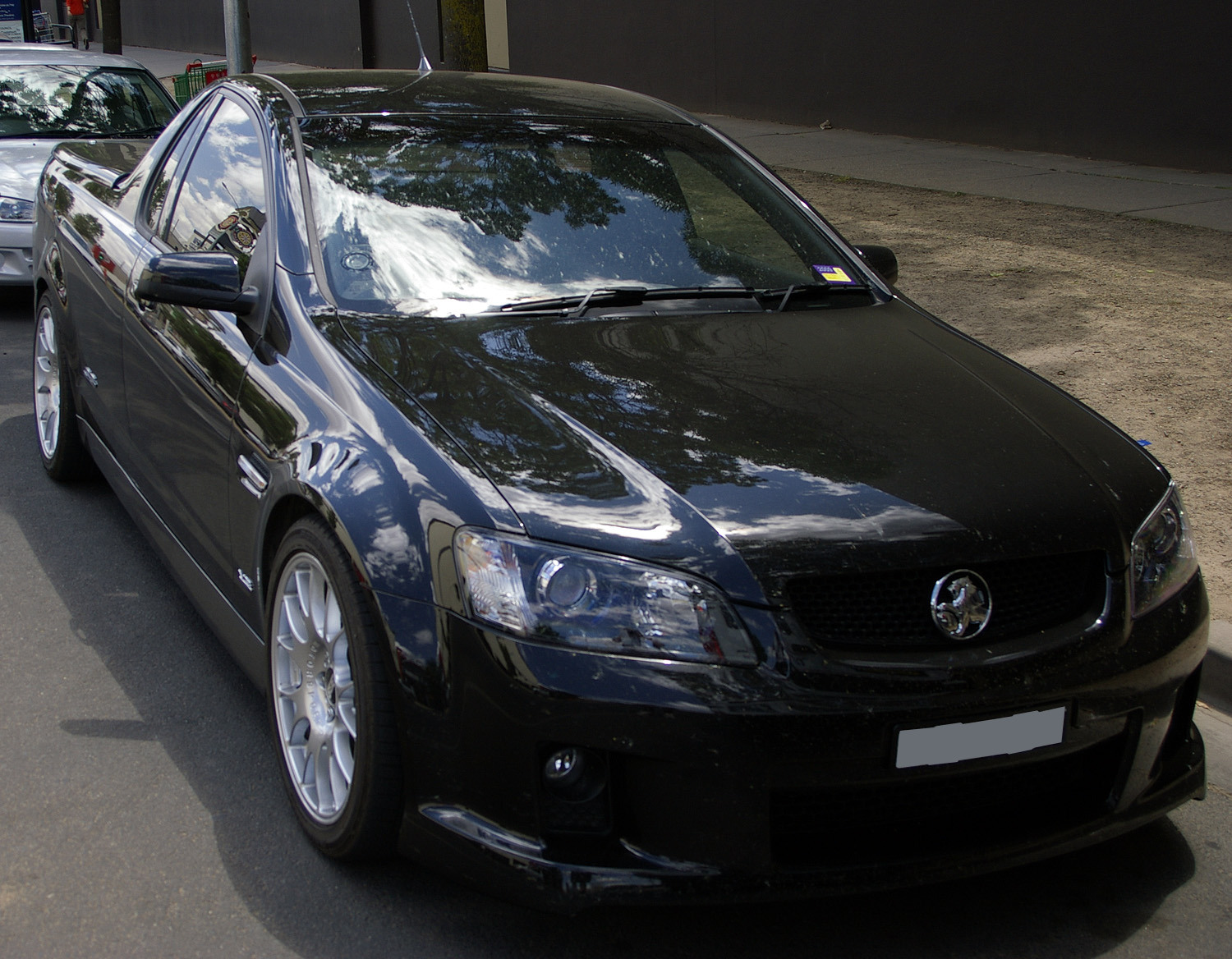
ホールデン VE SS Ute

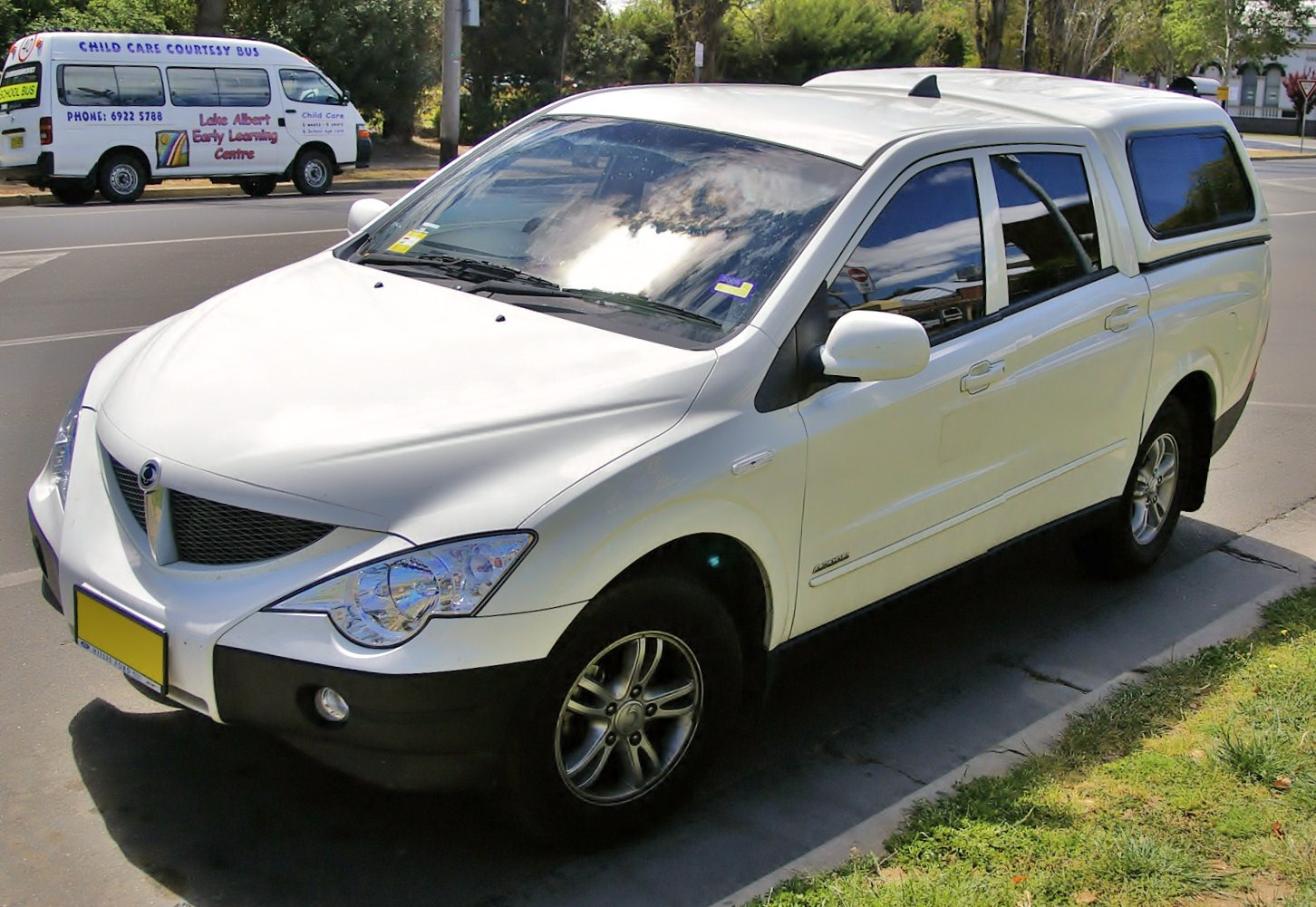
サンヨン・アクティオンスポーツ